# Mali Prolog
Mali Prolog je naselje u Republici Hrvatskoj, u sastavu Općine Pojezerje, Dubrovačko-neretvanska županija. 

## Stanovništvo
Prema popisu stanovništva iz 2001. godine, naselje je imalo 55 stanovnika te 19 obiteljskih kućanstava. Prema popisu stanovništva iz 2011. Mali Prolog je imao 31 stanovnika.
| broj stanovnika |       |       | 70    | 78    | 118   | 160   |       | 150   | 169   | 186   | 192   | 189   | 134   | 86    | 55    | 31    | 10    |
|                 | 1857. | 1869. | 1880. | 1890. | 1900. | 1910. | 1921. | 1931. | 1948. | 1953. | 1961. | 1971. | 1981. | 1991. | 2001. | 2011. | 2021. |

## Kapela Svetog Ćirila i Metoda
Kapela duga 8 i široka 4,60 metara od klesanog kamena izgrađena je 1900. za vrijeme župnika don Ante Žamića. Nakon Drugog svjetskog rata služila je za održavanje vjerske pouke i nedjeljne svete misa za narod iz ovog dijela župe. Pripada župi sv. Nikole biskupa u Otrić-Seocima.